# João Guilherme Bell Daddi
João Guilherme Bell Daddi (Porto, Miragaia, 12 de novembre, 1813 - Lisboa, 16 de maig, 1887), va ser un compositor portuguès i excel·lent pianista d'origen italià i britànic.

## Biografia
Des de ben petit, va revelar una gran vocació per la música, tocant el piano per primera vegada en públic, al Real Teatro de São Carlos, quan només tenia nou anys. També va aprendre les bases del cant i, també en aquell Teatre, va interpretar, el 26 de gener de 1824, un paper infantil a l'Òpera de Valentino Fioravanti, titulada Camilla. Un any més tard, el 13 de maig de 1825, va debutar com a compositor i director d'orquestra, dirigint una Cantata a dues veus i cors, composició pròpia, en presència de João VI de Portugal, del qual se celebrava l'aniversari en aquella data. El monarca el va felicitar cordialment i li va prometre la seva protecció. Al mateix temps, va anar adquirint una reputació com a pianista, tocant en diversos concerts.
El 1833, amb l'arribada del Govern Constitucional, va compondre un Te Deum per celebrar el desembarcament de Maria II de Portugal a Lisboa. Es va cantar a la catedral de Lisboa, amb gran èxit, el 23 de setembre. Des de llavors, no hi ha hagut cap cerimònia dedicada al poble reial per a la qual João Guilherme Bell Daddi no hagi escrit cap cançó. L'any 1839 va fer un viatge artístic per les principals ciutats d'Espanya, França i Gran Bretanya i Irlanda, sent molt aplaudit com a pianista correcte i brillant.
El 2 de juny de 1841, en una actuació en benefici seu, es va tocar el Concertstuck, de Carl Maria von Weber, al Real Teatro de São Carlos, que, per primera vegada, es va escoltar a Lisboa. Aquell mateix any, va ser convidat pel 1r Comte de Farrobo i 2n Baró de Quintela, Joaquim Pedro Quintela, per dirigir la part musical del Teatro da Rua dos Condes, on aquest titular es va comprometre a establir l'òpera còmica, empresa que va aconseguir grans èxit. Quan Franz Liszt era a Lisboa, a principis de 1845, apreciant les inusuals condicions de l'artista portuguès, va proposar que tots dos actuessin a São Carlos, tocant la fantasia per a dos pianos, de Sigismond Thalberg, sobre Norma. Aquest concert es va celebrar el 15 de febrer i va establir definitivament a João Henrique Bell Daddi com un intèrpret destacat, que podia estar al costat dels millors del seu temps. Aquell mateix any, l'11 de maig, va representar O Salteador, òpera còmica que va escriure, al "Teatro das Laranjeiras".
João Guilherme Bell Daddi, com Casimiro Pinto i Guilherme Cossoul, va exercir com a compositor i director d'orquestra en Acadèmies i aficionats que, aleshores, eren nombroses, i, especialment, a l'acadèmia d'artistes anomenada Academia Melpomenense, on dirigia. diversos concerts del 1848 al 1853. El 4 de novembre de 1848 va tenir el cor d'una òpera seva, que va romandre inèdita, titulada A Feiticeira de Gissoi, cantada per aficionats a l'Acadèmia Filharmònica. També va tocar amb el pianista polonès Antoni Kontsky, la mateixa Norma, de Sigismond Thalberg, interpretat per Franz Liszt. El 20 de maig de 1851 va presentar, al "Teatro das Laranjeiras", una nova òpera còmica, titulada Um passeio pela Europa, amb lletra de J. M. da Silva Leal. També va compondre una altra opereta, en un acte, en francès, L'Organiste, que també es va representar a Laranjeiras el 1861.
João Guilherme Bell Daddi va tenir la glòria de ser el primer portuguès a fer sessions públiques de música de cambra, en una actuació que va oferir al Teatre Nacional D. Maria II, el 10 de maig de 1863, dirigint composicions de Ludwig van Beethoven, Joseph Haydn i Carl Maria von Weber. Uns anys més tard, va organitzar una societat, que es va anomenar Societat de Concerts Clàssics, la primera sessió de la qual va tenir lloc el 25 de març de 1874 i l'última el 31 de maig del mateix any. L'any següent, el 1875, hi havia una altra societat de música de cambra, de la qual també era membre.
També es va dedicar a l'ensenyament privat de música. Va publicar composicions de tots els gèneres, algunes impreses per cases estrangeres, i va deixar tres òperes inèdites. Va imprimir un treball teòric titulat: Método teórico e prático de conhecer os tons de que se compõe a música e a maneira de os formar por meio de cedências. Va tenir tres edicions.
Es casà amb Margarida Perpétua da Conceição Méra (Lisboa, c. 1825 - ?), també d'origen italià. Eren pares d'Adelaide Clementina Méra Daddi (Lisboa, Santa Isabel, 12 de febrer de 1852/6 - Lisboa, Santos-o-Velho, 10 d'agost de 1923), casada amb Frederico de Gusmão Correia Arouca (en l'antiga grafia Frederico de Gusmão Corrêa Arouca), més conegut com a Frederico Arouca (Lisboa, Santa Isabel, 25 de juliol de 1846 – Cascais, Alcabideche (avui Estoril), Monte Estoril, 6 de març de 1902).

## Discografia
- (2016) João Guilherme Daddi i José Viana da Mota: Música portuguesa per a piano (Sofia Lourenço, piano) — Grand Piano GP725[1]
- João Guilherme Daddi: Douro (Tomohiro Hatta, piano) — mpmp (Melographia portugueza, núm. 14)[4]
- Luís Moreira de Sá e Costa, S.J., A Descendência do Marquês de Pombal, Tipografia Costa Carregal, 1.ª Edição, Porto, 1937, p. 14
- Manuel de Mello Corrêa, Sangue Velho Sangue Novo, Instituto Português de Heráldica, 1.ª Edição, Lisboa, 1988, Árv. 73